# 磷叶石
磷叶石（英語：Phosphophyllite）是一种稀有矿物，主要成分為水合磷酸亚铁锌，化學式為Zn2Fe(PO4)2·4H2O。其英文名稱来源于化学成分磷酸盐（Phosphate）和希腊语中的“叶子”（Phyllon）组成。
磷叶石由于其稀有度以及柔和的蓝绿色泽受到收藏家们的欢迎。由于易碎且脆，完整的磷叶石很少被切割；大块的磷叶石因为十分珍贵所以不会将其破碎。

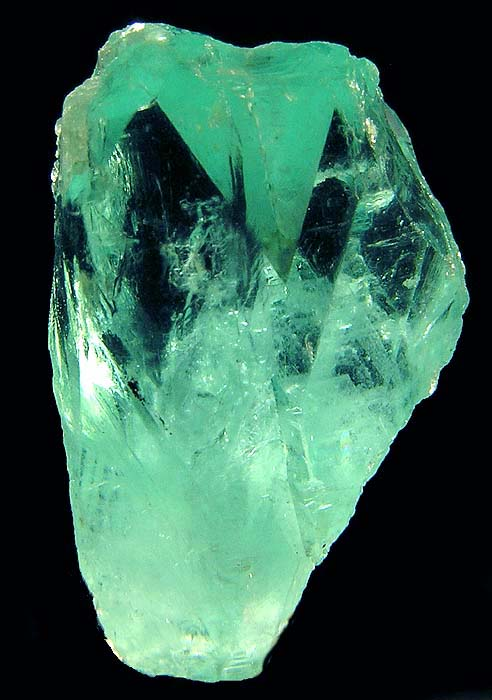
來自玻利维亚波托西省里科山Cerro de Potosí的磷叶石孪晶。

最优质的磷叶石来自于玻利维亚的波托西省，但那里已不再进行磷叶石的挖掘。其他的产地包括美国的新罕布什尔州和德国的巴伐利亚。磷叶石常常发现于黄铜矿和磷铁锂矿附近。